# Hermann Weber (Jurist)
Hermann Weber (* 10. November 1936 in Münster) ist ein deutscher Rechtsanwalt.

## Leben
Weber ist Sohn des Tübinger Entomologen Hermann Weber (1899–1956). Er begann an der Eberhard Karls Universität Tübingen und der Johann Wolfgang Goethe-Universität Frankfurt am Main Rechtswissenschaft zu studieren. In Frankfurt wurde er 1955 im Corps Saxonia Leipzig aktiv. Er wechselte an die Universität Hamburg und kehrte nach Tübingen zurück, wo er 1959 das erste juristische Staatsexamen ablegte. 1964 bestand er in Stuttgart die Assessorprüfung. Mit einer Doktorarbeit bei Otto Bachof wurde er 1965 von der Universität Tübingen zum Dr. iur. promoviert. In seiner Dissertation befasste er sich mit Religionsgemeinschaften als Körperschaften des öffentlichen Rechts. Die Arbeit erschien beim Verlag C.H.Beck.
Er wurde 1966 hauptamtlicher Schriftleiter der Juristische Schulung (JuS). Als Rechtsanwalt zugelassen, vertrat er die Zeugen Jehovas im Verfahren zur Erlangung des Körperschaftsstatus vor dem Bundesverfassungsgericht. Er war ab 1971 Herausgeber der JuS-Schriftenreihe und ab 1. April 1974 Schriftleiter der Neuen Juristischen Wochenschrift.
Er war Lehrbeauftragter der Philipps-Universität Marburg (1973) und der Universität Frankfurt (1975), die ihn 1984 zum Honorarprofessor für Öffentliches Recht, insbesondere Steuerrecht ernannte. Arbeitsgebiete sind auch das Staatsrecht, das Verfassungsrecht und das Kirchenrecht. Mit Erreichen der Altersgrenze trat er 2001 in den Ruhestand.
Weber ist Mitglied der FDP.

## Veröffentlichungen (Auswahl)
- Grundprobleme des Staatskirchenrechts, Bad Homburg v. d. H., Berlin, Zürich 1970.
- Die Verleihung der Körperschaftsrechte an Religionsgemeinschaften. Grundsätzliche und aktuelle Probleme, in: ZevKR 34 (1989), S. 337 bis 382.
- Corpsstudententum in Leipzig im Spiegel der Literatur, in: Michael Kilian (Hrsg.): Jenseits von Bologna, Jurisprudentia literarisch: von Woyceck bis Weimar, von Hoffmann bis Luhmann, BWV Verlag, 2006, ISBN 978-3-8305-1270-7, S. 385 ff. (bei Google Bücher)
- Juristen als Schriftsteller nichtdeutscher Sprache: (Nelle) Harper Lee, in: Neue Juristische Wochenschrift, Heft 11/13, S. 743–748.
- Juristen als Schriftsteller nichtdeutscher Sprache: Georges Rodenbach, in: Neue Juristische Wochenschrift, Heft 11/18, S. 749–753.